# خوان خوسه اوروس
خوان خوسه اوروس (اسپانیایی: Juan José Oroz‎؛ زادهٔ ۱۱ ژوئیهٔ ۱۹۸۰) دوچرخه‌سوار اهل اسپانیا است. وی در مسابقات تور دو فرانس و جیرو دیتالیا شرکت کرده است.